# Heschmat Sandschari

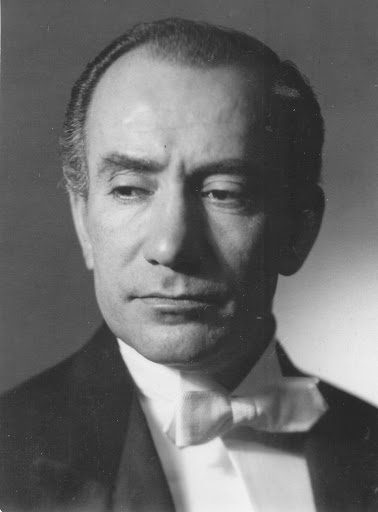
Heschmat Sandschari (ca. 1965)

Heschmat Sandschari, international auch Heshmat Sanjari (* 1918; † 4. Januar 1995) (persisch حشمت سنجری), war ein iranischer Komponist und Dirigent.

## Leben
Heschmat Sandschari wurde 1918 als Sohn des berühmten Tar-Spielers Hossein Sandschari geboren. Er studierte Geige am Teheraner Musikkonservatorium unter Serge Khotsief. Später belegte einen Dirigentenkurs an der Universität für Musik und darstellende Kunst Wien bei Hans Swarowsky.
1951 wurde er Direktor des Teheraner Musikkonservatoriums, und ab 1960 übernahm er die Leitung des Philharmonischen Orchesters Teheran. Er leitete das Orchester bis 1972.
Als Gastdirigent gab er Konzerte mit dem Kammerorchesters des National Iranian Radio und Television (NITV) und mehrerer europäischer Orchester.

## Kompositionen
Unter seinen Kompositionen wurden besonders Persian Pictures und Niayesh (persisch نيايش, DMG Nīāyeš) bekannt. Persian Pictures wird als Meisterwerk der zeitgenössischen symphonischen Musik Irans bezeichnet.